# Trevor Bolder

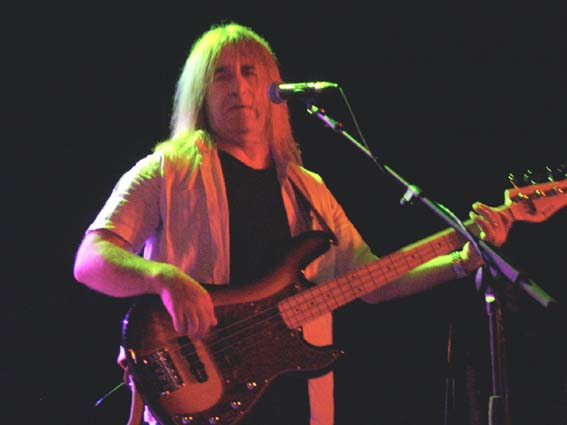
Trevor Bolder 2006.

Trevor Bolder, född 9 juni 1950 i Hull, död 21 maj 2013 i Cottingham nära Hull, var en brittisk rockbasist. Han var bland annat känd som medlem av gruppen Uriah Heep, till vilken han först rekryterades 1976. Han spelade även med bland annat David Bowie, på album som Hunky Dory och The Rise and Fall of Ziggy Stardust and the Spiders from Mars, och med gruppen Wishbone Ash.